# Psalm elvețian
„Psalm elvețian” (germană Schweizerpsalm, franceză Cantique suisse, italiană Salmo svizzero) este imnul național al Elveției. A fost compus în 1841, de Alberich Zwyssig (1808–1854), și a fost adoptat oficial (cu statut provizoriu) din 1961 și definitiv de la 1 aprilie 1981.

## Versuri
În limba germană:
Weisses Kreuz auf rotem Grund,
unser Zeichen für den Bund:
Freiheit, Unabhängigkeit, Frieden.

În limba franceză:
Ouvrons notre coeur à l’équité
et respectons nos diversités.

În limba retoromană:
Per mintgin la libertad
e per tuts la gistadad.

În limba italiană:
La bandiera Svizzera,
segno della nostra libertà.